# Lars T. Gåreberg
Lars Tore Gåreberg, född den 30 september 1948, död den 4 juni 2017, var en svensk präst.
Lars T. Gåreberg blev teol. kand. 1973 och prästvigdes i maj 1974. Han var därefter kyrkoadjunkt i Öckerö församling 1974–1976 och komminister i Lundby församling 1976–1981. Han var medarbetare på Sveriges Radios religionsredaktion 1978–1981. 
Gåreberg blev kyrkoherde i Råda församling i Mölnlycke 1981. Han utnämndes efter att ha röstats fram av församlingens medlemmar. I valet hade det stor betydelse att han tydligt deklarerade sin positiva syn på kvinnliga präster. Gåreberg innehade kyrkoherdetjänsten i Råda fram till sin bortgång 2017. 
Gåreberg initierade flera internationella hjälpprojekt; bland annat körde han buss till Pakistan med röntgenutrustning, startade ett tandvårdsprojekt i Rumänien och en skola i Filippinerna.
Gåreberg verkade inom kyrkopolitiken där han representerade  POSK – Partipolitiskt Obundna i Svenska Kyrkan och satt i kyrkomötet från 2010 och i stiftsfullmäktige i Göteborgs stift från 2002.
Gåreberg var värd för Sommar i P1 den 21 juni 1982.